# Гениальные младенцы
«Гениальные младенцы» — (англ. Baby Geniuses) — криминально фантастическая комедия 1999 года режиссёра Боба Кларка по его сценарию, а также сценаристов Грег Майкл и Стивен Пол. Продюсерами этого фильма выступили Стивен Пол, Хэнк Пол, Дэвид Саундерс. В главных ролях Кэтлин Тёрнер, Кристофер Ллойд, Ким Кэтролл, Питер МакНикол, Дом ДеЛуис, Руби Ди, Кайл Ховард, Кэй Баллард. Впервые на экранах выступили актеры братья-близнецы Лео и Майлс Фицджералд.
Слоган фильма: «Think innocent. Think helpless. Think again. Naps are history»
При бюджете $12 000 000 фильм собрал $27 250 736 в США. Сборы в мире составляют $9 200 000.

## Сюжет
В секретной корпорации «Бэйбико» сделано открытие века: оказывается, на самом деле маленькие дети — венец человеческой эволюции! Они разговаривают на собственном языке и смотрят на взрослых сверху вниз. Живое подтверждение тому — малыш Слай, которого прячут в тайной лаборатории вместе с несколькими детьми. В свои два года он умён, как Эйнштейн, и силен, как Сталлоне, и ему очень не нравится жить взаперти.
Перехитрив охрану, Слай вырывается на свободу. Малыш преспокойно разгуливает по городу с сигарой во рту, забираясь в коляски проезжающих мимо красоток, и не подозревает, что очень скоро произойдет встреча, которая изменит всю его жизнь.

## В ролях
| Актёр           | Роль                                                                       |
| --------------- | -------------------------------------------------------------------------- |
| Кэтлин Тёрнер   | доктор Элен Киндер                                                         |
| Кри́стофер Ллойд | доктор Хип                                                                 |
| Ким Кэттролл    | Робин Роббинс (биологическая мать Кэрри и приемная мать Уита и Сильвестра) |

## Продолжения
В 2000-х — 2010-х годах вышли на экраны четыре продолжения:
- 2004 — «Супердетки: Вундеркинды 2»
- 2013 — «Гениальные младенцы 3»
- 2014 — «Гениальные младенцы 4»
- 2015 — «Гениальные младенцы 5: Космические младенцы»